# East Brewton (Alabama)
East Brewton és una ciutat del Comtat d'Escambia a l'estat d'Alabama (Estats Units d'Amèrica).

## Demografia
Segons el cens del 2000, East Brewton tenia 2.496 habitants., 1.043 habitatges, i 688 famílies. La densitat de població era de 275,3 habitants/km².
Dels 1.043 habitatges en un 31,6% hi vivien nens de menys de 18 anys, en un 46,4% hi vivien parelles casades, en un 15,3% dones solteres, i en un 34% no eren unitats familiars. En el 29,9% dels habitatges hi vivien persones soles el 12,2% de les quals corresponia a persones de 65 anys o més que vivien soles. El nombre mitjà de persones vivint en cada habitatge era de 2,39 i el nombre mitjà de persones que vivien en cada família era de 2,94.
Per edats la població es repartia de la següent manera: un 26,1% tenia menys de 18 anys, un 10% entre 18 i 24, un 27,8% entre 25 i 44, un 22,2% de 45 a 60 i un 13,9% 65 anys o més.
L'edat mediana era de 35 anys. Per cada 100 dones hi havia 88,4 homes. Per cada 100 dones de 18 o més anys hi havia 84,4 homes.
La renda mediana per habitatge era de 23.125 $ i la renda mediana per família de 30.610 $. Els homes tenien una renda mediana de 26.281 $ mentre que les dones 17.500 $. La renda per capita de la població era de 12.531 $. Aproximadament el 18,5% de les famílies i el 23,9% de la població estaven per davall del llindar de pobresa.

## Poblacions properes
El següent diagrama mostra les poblacions més properes.